# Juliana Llussá
Juliana Llussá (São Paulo, 1974) é uma arquiteta, empresária, marceneira, designer e artista plástica brasileira.

## Biografia

### Formação acadêmica
Com ascendência catalã, nascida na cidade de São Paulo, Juliana formou-se no curso de Arquitetura da Faculdade de Arquitetura e Urbanismo da Universidade de São Paulo (FAU) vinculada à Universidade de São Paulo (USP). Ao mesmo tempo em que estudava na graduação, frequentou o curso de Administração da Fundação Getulio Vargas (FGV).
Posteriormente, formou-se no curso de Artes plásticas oferecido pela Fundação Armando Alvares Penteado (FAAP). Realizou também o curso de Marcenaria no Serviço Nacional de Aprendizagem Industrial (SENAI).

### Consolidação e estilo
No ano de 2002, fundou a LLUSSÁ Marcenaria na Vila Madalena - bairro nobre de São Paulo - que começou a trazer a realidade seus trabalhos dos desenhos até a prática.
Seu estilo ganhou destaque devido ao seu trabalho artesanal com o uso de madeiras para confecção de mobília sem o uso de parafusos, priorizando os encaixes em detrimento da peça. Entre as madeiras utilizadas por Llussá estão cumaru, itaúba, sucupira, freijó e jequitibá. Todas as madeiras utilizadas por Juliana são certificada pelo Instituto Brasileiro do Meio Ambiente e dos Recursos Naturais Renováveis (IBAMA). Os nomes de suas peças são dados em homenagem a sua origem catalã.
É um dos principais nomes do designer atual e seu trabalho é reconhecido como um dos principais que utilizam a madeira na confecção de seus trabalhos.